# CoinDesk
CoinDesk是一个专注于比特币和数字货币的新闻网站。该网站由沙基尔·汗创建，随后被 Digital Currency Group 公司收购。

## 历史
CoinDesk于2013年5月开始运作，由连续创业者沙基尔·汗创立，其同时还是BitPay（比特币的支付处理器）的投资人之一。2013年9月，比特币基金会前执行董事乔·马托尼斯加入CoinDesk，担任CoinDesk特约编辑。CoinDesk亦为那些刚接触数字货币的人提供比特币有关的指南。2016年1月，CoinDesk被 Digital Currency Group 以约50万至60万美元的价格收购。2017年1月，该公司收购了区块链数据和研究平台Lawnmower。2021年1月，该公司收购了加密货币数据分析公司TradeBlock。

## 比特币价格指数
CoinDesk比特币价格指数 (CoinDesk BPI) 于2013年9月推出。比特币价格指数是比特币交易所的比特币价格平均值，一开始使用来自Bitstamp 、BTC-e和CampBX的价格数据。尽管最初并未使用Mt. Gox数据，但出于对美国客户提款的担忧，在2013年11月，CoinDesk以“风险溢价的降低和额外存款/取款的选择”的理由，将Mt. Gox添加至BPI指数。2014年2月，Mt.Gox比特币交易所最终由于“持续未能达到该指数的纳入标准”而被从该指数中删除。根据CoinDesk的说法，该指数在2014 年 3 月恢复到平均三个交易所，包含Bitfinex价格数据，譬如：”自 Mt. Gox衰落以来，我们观察到Bitfinex已经能够维持其在以美元计价的比特币总交易量中急剧增长的占有率趋势“。
引用比特币价格指数数据或价格的出版物包括BBC、华尔街日报、路透社、纽约时报、CNBC和彭博社。

## 比特币现状报告
2014年2月，CoinDesk发布了第一份关于比特币现状的报告。该报告的宗旨是“概述关键的加密货币趋势、挑战和机遇，同时强调去年最重要的发展“。2014年第二季度的一份后续报告强调，与上一季度相比，比特币公司的风险资本投资增加了28%，并且风险投资正涌入欧洲比特币初创公司。

## 应用程序
2014年4月，CoinDesk发布了iOS版应用程序。该应用程序包括新闻报道和社论，以及它的“比特币价格指数“。然而自2021年起，该应用程序不再提供支持。

## FTX報吿
2022年11月，CoinDesk發佈了一篇報導，表示Sam Bankman-Fried的Alameda Research的資產負債表存在嚴重問題，大量資產是由FTX原生代幣（FTT）填補。報導刊出後引起市場拋售FTT與FTX擠兌的恐慌，並且傳出FTX不當挪用客戶資金填補Alameda Research財務缺口。2022年11月12日，FTX申請破產，FTX終止服務。